# ستيفن هنتر فليك
ستيفن هنتر فليك (بالإنجليزية: Stephen Hunter Flick)‏ هو محرر الصوت أمريكي، ولد في 21 يونيو 1949 في إيفانستون في الولايات المتحدة.

## وصلات خارجية
- ستيفن هنتر فليك على موقع IMDb (الإنجليزية)
- ستيفن هنتر فليك على موقع أول موفي (الإنجليزية)
- ستيفن هنتر فليك على موقع قاعدة بيانات الفيلم (الإنجليزية)